# Правові системи Північної Америки
Правові системи Північної Америки є різноманітними і впливовими. 
Правова система США має світову популярність, через її кодифіковану конституцію та білль про права, в той час як правова система Куби значно відрізняється в регулюванні приватної власності.
Перший суд був створений в Ньюфаундленді і Лабрадорі у Канаді в 1615 році сером Річардом Вайтборном як суд адміралтейства на місці майбутнього  міста Триніті у Ньюфаундленді і Лабрадорі.  

## Перелік країн
- Правова система Антигуа і Барбуда
- Правова система Багамських островів
- Правова система Барбадосу
- Правова система Белізу
- Правова система Канади
- Правова система Коста-Рики
- Правова система Куби
- Правова система Домініки
- Правова система Домініканської Республіки
- Правова система Сальвадора
- Правова система Гренади
- Правова система Гватемали
- Правова система Гаїті
- Правова система Гондурасу
- Правова система Ямайки
- Правова система Мексики
- Правова система Нікарагуа
- Правова система Панами
- Правова система Сент-Кітс і Невіс
- Правова система Сент-Люсія
- Правова система Сент-Вінсент і Гренадини
- Правова система Тринідад і Тобаго
- Правова система США
  - Правова система Луїзіани

## Перелік залежних територій та територій
- Правова система Ангильї
- Правова система Аруби
- Правова система Бермудських островів
- Правова система Британських Віргінських островів
- Правова система Кайманових островів
- Правова система Гренландії
- Правова система Гваделупи
- Правова система Мартіники
- Правова система Монсеррату
- Правова система Острову Навасса
- Правова система Нідерландських Антильських островів
- Правова система Пуерто-Рико
- Правова система Сен-П'єру і Мікелону
- Правова система Терксу і Кайкосу
- Правова система Віргінських островів США